# Municipio de Shotley
El municipio de Shotley (en inglés: Shotley Township) es un municipio ubicado en el condado de Beltrami en el estado estadounidense de Minnesota. En el año 2010 tenía una población de 35 habitantes y una densidad poblacional de 0,29 personas por km².

## Geografía
El municipio de Shotley se encuentra ubicado en las coordenadas 48°3′42″N 94°36′2″O / 48.06167, -94.60056. Según la Oficina del Censo de los Estados Unidos, el municipio tiene una superficie total de 121.24 km², de la cual 84,82 km² corresponden a tierra firme y (30,04 %) 36,42 km² es agua.

## Demografía
Según el censo de 2010, había 35 personas residiendo en el municipio de Shotley. La densidad de población era de 0,29 hab./km². De los 35 habitantes, el municipio de Shotley estaba compuesto por el 100 % blancos. Del total de la población el 0 % eran hispanos o latinos de cualquier raza.